# Heinrich Treibert
Heinrich Treibert (* 31. März 1898 in Treysa; † 30. April 1974 in Hofgeismar) war ein deutscher Kommunalpolitiker (SPD).

## Herkunft und Leben
Treibert war der Sohn des Postboten Heinrich Treibert und dessen Ehefrau Anna Barbara geb. Schwalm. Er war ab dem 1. April 1919 Volksschullehrer, anfangs in Treysa und danach in Merzhausen und Besse. 
Treibert war Mitglied der SPD und für diese ab 1920 kommunalpolitisch aktiv. Er war ab 1925 Mitglied des Kreisausschusses Kreis Fritzlar und ab 1927 stellvertretender Vorsitzender des Kreisausschusses. 1928 wurde er Kreisdeputierter und damit seit dem 2. Januar 1929 Vertreter des erkrankten Landrats. Ab 1. August 1929 war er mit der Wahrnehmung der Aufgaben des Landrats beauftragt, zum 23. Oktober 1929 wurde er kommissarisch Landrat und am 26. Oktober 1929 wurde er zum Landrat des Kreises Fritzlar ernannt. 1933 gehörte er dem Provinziallandtag der Provinz Hessen-Nassau und dem Kommunallandtag Kassel an. Mit der Auflösung des Kreises zum 1. Oktober 1932 wurde er in den vorläufigen Ruhestand versetzt. Mit der Machtergreifung der Nationalsozialisten wurde er entlassen. Vom 14. bis 28. Juli 1933 wurde er im KZ Breitenau festgehalten.
Am 29. Mai 1945 wurde er von den US-amerikanischen Besatzungsbehörden als Landrat des Kreises Ziegenhain eingesetzt. Er blieb bis zum 30. Juni 1948 Landrat und schied nach den Kommunalwahlen in Hessen 1948 aus. Der Deutsche Landkreistag ernannte ihn zum Ehrenmitglied. Von 1948 bis 1964 war Treibert Vorstandsvorsitzender der Elektrizitäts-Aktiengesellschaft Mitteldeutschland (EAM) in Kassel.